# Takeshi Koshida
Takeshi Koshida (Prefettura di Ishikawa, 19 ottobre 1960) è un ex calciatore giapponese, di ruolo difensore.

## Carriera

### Club
Ha giocato nella prima divisione giapponese.

### Nazionale
Ha partecipato ai Mondiali Under-20 del 1979. Tra il 1980 ed il 1985 ha invece giocato complessivamente 19 partite nella nazionale maggiore giapponese.